# 山本義経
山本 義経（やまもと よしつね）は、平安時代末期の武将。源義光の系譜を引く近江源氏。父は義光の長男で佐竹氏の祖となった源義業の次男山本義定。治承・寿永の乱の初期に近江国で挙兵した。本姓が源氏であるため正式な姓名は源義経であり、源頼朝の弟として有名な河内源氏の源義経と同姓同名であったため「義経二人説」で知られる。

## 生涯
『吾妻鏡』によると山本義経は、近江国住人で新羅三郎義光（源義家の弟）の5代後裔（系図類では4代）。近江国浅井郡山本郷（現在の滋賀県長浜市湖北町山本）のあった山本山城の城主であり、弓馬の両芸の優れた武将であった。
安元2年（1176年）、延暦寺の僧を殺害したため佐渡へ配流される。『吾妻鏡』では平家による讒言と主張している。
治承4年（1180年）に罪を許され帰京。同年11月20日、諸国の源氏の旗上に同調して、弟の柏木義兼（甲賀入道）ら近江源氏とともに兵を挙げる。近江国の勢多・野路で伊勢国に向かう途中の平氏有力家人・藤原景家とその郎党たちの一行を襲撃し、討ち取った首を勢多橋に晒している。景家の軍勢は平氏打倒の兵を挙げたのち敗れた以仁王を討ち取っており、義経はいわば王の仇を討った事になる。近江源氏の蜂起の経過は九条兼実の日記『玉葉』に記述されている。
```
近江源氏義光流略系図

　　　
源義光

　　　  ┃
　　　
源義業

　　　  ┣━━━━━━┓
　　 
山本義定
　　　
佐竹昌義

　　　  ┣━━━━━━┓
　　　 
義経
　　　　
柏木義兼

　　　　┣━━┳━━┓
　　　 
義高
　
義弘
　
義明
　
```

山本義経・柏木義兼ら近江勢は水軍をもって琵琶湖をおさえ、また小舟や筏を使って勢田に浮橋をかけて北陸からの年貢の輸送を止めた。近江勢は勢多を越えて三井寺に打ち入り、京は騒然とした。近江勢は琵琶湖の西岸に船をつけて寺々に打ち入り、甲賀入道は早々に京へ打ち入ろうと欲したが、蜂起に協力していた甲斐源氏の使者が兵力の不足を訴え、これを止めたという。
12月に入り、平氏は平知盛を大将軍とする追討使を近江へ派遣。近江勢は逐電し、平氏軍は勢多・野路を放火して近江勢を追った。これに対して美濃源氏の兵5,000騎が近江国柏原へ出陣。平氏軍は3,000騎でこれに対した。12月5日、近江・美濃源氏の3,000騎が平氏軍2,000騎に追い散らされた。
山本義経は延暦寺宗徒と合力して三井寺に立て籠もり、六波羅へ夜討をしかけた。平氏方は背後を塞いで東西より攻め寄せる体勢をとる。平清房らの援軍を得て平氏方は三井寺を攻め落とす。山本義経は脱出してなおも抵抗を続けた。近江勢は山本義経の本拠である山本山城に篭城するが、12月16日に平知盛・資盛に攻められ落城(『玉葉』詳細は近江攻防)する。山本義経は逃れて、土肥実平の案内で鎌倉の源頼朝に拝謁して「関東祗候」を許された(吾妻鏡)。なお、『吾妻鏡』では落城は12月1日、鎌倉参着は12月10日になっており、『玉葉』との記録の混乱がある。しかし、『吾妻鏡』はあくまでも後世の編纂物であり、当時の記録である『玉葉』の記載をおくならば12月上旬は山本義経他の近江源氏は平氏の追討使と交戦中であり、『吾妻鏡』の12月1日の落城ならびに12月10日条の頼朝の対面という記事は信用がおけないという説もある。
寿永2年（1183年）、山本義経は頼朝の元を離れて源義仲の軍勢に加わり入京、平氏から身を隠して比叡山に逃れた後白河法皇が都へ戻る際、義経の子・錦部冠者義高が警護している。都では治安維持を担った義仲により京の警備を担当する武将の一人に配置され、伊賀守次いで若狭守に任じられた（『吉記』、『源平盛衰記』および江戸時代成立の『近江志新開略記』による）。
寿永3年（1184年）1月20日、義仲は源範頼・義経軍に攻められ（宇治川の戦い）没落した。この合戦で義仲軍として参戦した子の錦部（錦織）義高は逐電して行方不明となり、義広（義弘）は戦死した（『吾妻鏡』同日条）。これ以後、山本義経は史料に登場せず、消息は不明である。
女優の山本富士子は義経の後裔と称した。

## 異説
昭和になって『玉葉』の記述をもとに歴史家の松本新八郎によって、源頼朝の弟の源義経とこの山本義経が同一人物とする「義経二人説」が唱えられたことがある。
源義経と山本義経の関係を扱った作品として、永井路子の小説『二人の義経』（『噂の皇子』収録）、北崎拓の漫画『ますらお -秘本義経記-』などがある。